# Foreningen af Danske Transportcentre
Foreningen af Danske Transportcentre (FDT) er en brancheforening for transportcentre i Danmark. Foreningen blev stiftet i 1991 og tæller i dag 7 centre på Jylland og Sjælland, alle beliggende nær motorveje. Foreningen arbejder primært for at udbygge brugen af transportcentre i Europa. 

## Medlemmer
- GateWay E45 (DTC)
- Høje-Tåstrup Transportcenter (HTT)
- Nordjysk Transportcenter (NTC)
- Herning-Ikast Transportcenter (HITC)
- Transportcenter Stop 39 (TCS)
- Skandinavisk Transport Center (STC)
- Taulov Transport Center (TTC)